# Station Gryfów Śląski
Station Gryfów Śląski is een spoorwegstation in de Poolse plaats Gryfów Śląski.